# Конус відображення
У математиці , особливо теорії гомотопії , конус відображення {\displaystyle C_{f}} є конструкцією визначеною для кожного неперервного відображення між топологічними просторами. Конус відображення можна розглядати як циліндр відображення {\displaystyle Mf}, один кінець якого стискується до точки. Конуси відображення часто застосовуються у теорії гомотопії просторів із виділеною точкою.

## Означення
Нехай {\displaystyle f\colon X\to Y} є неперервним відображенням між топологічними просторами. Конус відображення {\displaystyle C_{f}} є фактор-простором циліндра відображення {\displaystyle (X\times I)\sqcup _{f}Y} згідно відношення еквівалентності {\displaystyle (x,0)\sim (x',0)\,}, {\displaystyle (x,1)\sim f(x)\,} на X. Тут {\displaystyle I} позначає одиничний відрізок [0,1] із стандартною топологією. 
Для відображення просторів із виділеною точкою {\displaystyle f\colon (X,x_{0})\to (Y,y_{0}),} (при якому {\displaystyle f\colon x_{0}\mapsto y_{0}}), також відбувається ідентифікація всіх точок виду {\displaystyle {x_{0}}\times I}; тобто, {\displaystyle (x_{0},t)\sim (x_{0},t')\,.}

### Подвійний циліндр відображення
Конус відображення є окремим випадком подвійного циліндра відображення. Цей простір є циліндром {\displaystyle X\times I} один кінець якого приєднується до {\displaystyle Y_{1}} через неперервне відображення
{\displaystyle f_{1}:X\to Y_{1}}
а інший кінець до простору {\displaystyle Y_{2}} через неперервне відображення
{\displaystyle f_{2}:X\to Y_{2}}
Конус відображення є прикладом подвійного циліндра відображення для якого один із просторів {\displaystyle Y_{1},Y_{2}} є одноточковим.

## Приклади
- Якщо {\displaystyle X} є колом {\displaystyle S^{1}}, конус відображення  {\displaystyle C_{f}} можна розглядати як фактор-простір диз'юнктного об'єднання Y із кругом {\displaystyle D^{2}} через ідентифікацію точок x на границі круга {\displaystyle D^{2}} із точками {\displaystyle f(x)} у Y.

- Нехай, наприклад, Y є кругом {\displaystyle D^{2}} і {\displaystyle f\colon S^{1}\to Y=D^{2}} є стандартним включенням {\displaystyle S^{1}} як границі {\displaystyle D^{2}}. Тоді конус відображення {\displaystyle C_{f}} є гомеоморфним двом кругам склеєним на по їх границях, тобто гомеоморфним сфері {\displaystyle S^{2}}.
- Якщо {\displaystyle \textstyle f\colon \coprod _{i\in I}S_{i}^{n}\rightarrow X_{n}} є відображенням склеювання у CW-комплексі {\displaystyle X}, де {\displaystyle X_{n}} позначає {\displaystyle n}-скелет, то конус {\displaystyle Cf} є гомеоморфним {\displaystyle (n+1)}-скелету {\displaystyle X_{n+1}}.
- Для топологічного простору X і петлі {\displaystyle \alpha \colon S^{1}\to X,} що представляє елемент фундаментальної групи простору X, можна побудувати конус відображення {\displaystyle C_{\alpha }}. При цьому петлю {\displaystyle \alpha } можна стягнути у {\displaystyle C_{\alpha }} і тому клас еквівалентності {\displaystyle \alpha } у фундаментальній групі простору {\displaystyle C_{\alpha }} буде одиничним елементом. Для групи заданої породжуючими елементами і їх відношеннями таким чином можна одержати 2-комплекс із цією фундаментальною групою.
- Відображення {\displaystyle f\colon X\rightarrow Y} між однозв'язними CW-комплексами є гомотопною еквівалентністю тоді і тільки тоді коли його конус відображення є стягуваним. Більш загально, відображення називається n-зв'язним якщо його конус відображення є n-зв'язним простором.

## Властивості
- Простір {\displaystyle Y} є підпростором {\displaystyle C_{f}}, оскільки відображення факторизації {\displaystyle CX\sqcup Y\to C_{f}} на просторі {\displaystyle Y} є ін'єктивним.

- Якщо {\displaystyle f} є ін'єктивним і відносно відкритим, тобто гомеоморфізмом тоді конус {\displaystyle CX} і відповідно {\displaystyle X} є підпросторами {\displaystyle C_{f}}.
- Для тотожного відображення {\displaystyle id\colon X\rightarrow X;x\mapsto x}, конус і конус відображення є гомеоморфними: {\displaystyle C_{id}\cong CX}.

Всі вказані властивості є також справедливими для просторів із виділеними точками.
- Якщо {\displaystyle X;Y} є просторами із виділеними точками і {\displaystyle f\equiv y_{0}} є константою, то {\displaystyle C_{f}\cong \Sigma X\vee Y}, де {\displaystyle \Sigma X} позначає редуковану надбудову простору {\displaystyle X}, а {\displaystyle \vee } є букетом просторів.
- Редукований конус відображення є гомотопно еквівалентним звичайному конусу відображення.

- Нехай {\displaystyle \mathbb {} H_{*}} є гомологією. Відображення {\displaystyle f\colon X\rightarrow Y} породжує ізоморфізми на {\displaystyle H_{*}}, якщо і тільки якщо відображення {\displaystyle \{pt\}\hookrightarrow C_{f}} породжує ізоморфізми на {\displaystyle H_{*}}, тобто {\displaystyle H_{*}(C_{f},pt)=0}.
- За допомогою конуса відображення можна інтерпретувати гомологію пари просторів, як редуковану гомологію фактор-простору.  А саме, якщо H є гомологією і {\displaystyle i\colon A\to X} є кофібрацією, то
{\displaystyle H_{*}(X,A)=H_{*}(X/A,*)={\tilde {H}}_{*}(X/A)}.[2]

- Якщо відображення {\displaystyle f,g\colon X\rightarrow Y} є гомотопними, то конуси відображення {\displaystyle C_{f}} і {\displaystyle C_{g}} є гомотопно еквівалентними.
- Якщо {\displaystyle A\subseteq X} є підпростором і {\displaystyle i\colon A\hookrightarrow X} є кофібрацією, то {\displaystyle C_{i}} є гомотопно еквівалентним фактор-простору {\displaystyle X/A} і для просторів із виділеними точками всі гомотопії є із збереженням виділених точок.
- Вкладення {\displaystyle j\colon Y\hookrightarrow C_{f}} завжди є кофібрацією. Конус цього відображення таким чином є гомотопно еквівалентним простору {\displaystyle C_{f}/Y\cong SX,} де {\displaystyle SX} позначає надбудову простору {\displaystyle X}. Для просторів із виділеними точками конус цього відображення є гомотопно еквівалентним редукованій надбудові {\displaystyle \Sigma X.}
- Для просторів із виділеними точками відображення {\displaystyle f\colon (X,x_{0})\to (Y,y_{0})}  і довільного простору із виділеною точкою {\displaystyle (Z,z_{0})} послідовність на класах гомотопії:
{\displaystyle [C_{f},Z]\xrightarrow {j^{*}} [Y,Z]\xrightarrow {f^{*}} [X,Z]}

є точною. У даному випадку це означає, що образ відображення {\displaystyle j^{*},} що переводить клас гомотопії відображення {\displaystyle g} із {\displaystyle C_{f}} у {\displaystyle Z} (із збереженням виділених точок) у клас гомотопії {\displaystyle g\circ j} належить прообразу {\displaystyle f^{*},} тобто {\displaystyle g\circ j\circ f} є константою, що переводить увесь простір {\displaystyle X} у виділену точку {\displaystyle z_{0}.}
- Із попередніх властивостей випливає, що відображення {\displaystyle f\colon (X,x_{0})\to (Y,y_{0})} породжує точну послідовність на класах гомотопії для довільного простору із виділеною точкою {\displaystyle (Z,z_{0})}:
{\displaystyle \dots \rightarrow [\Sigma Y,Z]\rightarrow [\Sigma X,Z]\rightarrow [C_{f},Z]\rightarrow [Y,Z]\rightarrow [X,Z]}